# Parleza Mała
Parleza Mała (deutsch Klein Parlösen, 1928 bis 1945 Parlösen) ist ein Dorf in der polnischen Woiwodschaft Ermland-Masuren. Es gehört zur Stadt-und-Land-Gemeinde Biskupiec (Bischofsburg) im Powiat Olsztyński (Kreis Allenstein).

## Geographische Lage
Parleza Mała liegt im Zentrum der Woiwodschaft Ermland-Masuren, 31 Kilometer nördlich der einstigen Kreisstadt Ortelsburg (polnisch Szczytno) bzw. 33 Kilometer nordöstlich der heutigen Kreismetropole Olsztyn (deutsch Allenstein).

## Geschichte
Die Anfänge des Parlösen und erst nach 1820 Klein Parlösen genannten Gutsorts reichen bis in das 14. Jahrhundert zurück. Mit Borken (polnisch Borki Wielkie) und Saadau (polnisch Sadowo) gehörte es zu den Gütern, die dem Ritter Menzel von Wildenau 1374 zu Lehnsrechten verschrieben wurden. 1409 erneuerte Philipp von Wildenau seinem Diener Mattis die verlorene Handfeste über zehn Huben in Parlösen. Danach kamen die Güter an die Familie von Eylenburg, später erwarb sie Friedrich Ernst von Gottberg und um 1748 wurden sie Eigentum der Adelsfamilie von Gröben. Es folgten bis ins 20. Jahrhundert hinein verschiedene Besitzer. Vor 1945 gehörte das Gut Klein Parlösen dem Brauereidirektor Albert Daum in Bischofsburg.
Klein Parlösen wurde 1874 in den neu errichteten Amtsbezirk Kobulten (polnisch Kobułty) im ostpreußischen Kreis Ortelsburg eingegliedert. Die Einwohnerzahl belief sich im Jahre 1910 auf 113 bei einer Fläche – mit den Ortsteilen Neu Parlösen und Wilhelmsthal – von 403,3 Hektar.
Aufgrund der Bestimmungen des Versailler Vertrags stimmte die Bevölkerung in den Volksabstimmungen in Ost- und Westpreussen am 11. Juli 1920 über die weitere staatliche Zugehörigkeit zu Ostpreußen (und damit zu Deutschland) oder den Anschluss an Polen ab. In Klein Parlösen stimmten 41 Einwohner für den Verbleib bei Ostpreußen, auf Polen entfielen 5 Stimmen.
Am 30. September 1928 wurden die Landgemeinde Parlösenwolka (auch: Alt Parlösen, polnisch Stara Wólka, nicht mehr existent) und der Gutsbezirk Klein Parlösen zur neuen Landgemeinde Parlösen zusammengeschlossen. Diese zählte 1933 zusammen 161 und 1939 noch 160 Einwohner.
Mit dem gesamten südlichen Ostpreußen wurde Parlösen 1945 in Kriegsfolge an Polen überstellt und erhielt die polnische Namensform „Parleza Mała“. Heute ist das kleine Dorf Sitz eines Schulzenamtes (polnisch Sołectwo) und somit eine Ortschaft im Verbund der Stadt- und Landgemeinde Biskupiec (Bischofsburg) im Powiat Olsztyński (Kreis Allenstein), bis 1998 der Woiwodschaft Olsztyn, seither der Woiwodschaft Ermland-Masuren zugehörig.

## Kirche
Bis 1945 war Klein Parlösen bzw. Parlösen in die evangelische Kirche Kobulten in der Kirchenprovinz Ostpreußen der Kirche der Altpreußischen Union sowie in die katholische Kirche Kobulten im damaligen Bistum Ermland eingepfarrt. Heute gehört Parleza Mała zur katholischen Pfarrei in Kobułty im jetzigen Erzbistum Ermland. Die evangelischen Einwohner orientieren sich zur evangelischen Kirche Sorkwity (Sorquitten) mit der Filialgemeinde Biskupiec in der Diözese Masuren der Evangelisch-Augsburgischen Kirche in Polen.

## Verkehr
Parleza Mała liegt ein wenig abseits vom Verkehrsgeschehen am Ende einer Nebenstraße, die von Rudziska (Rudzisken, 1928 bis 1945 Rudau) nach hier führt. Eine Anbindung an den Bahnverkehr existiert nicht.